# Riekiella longitermima
Riekiella longitermima är en tvåvingeart som beskrevs av Kelsey 1975. Riekiella longitermima ingår i släktet Riekiella och familjen fönsterflugor.
Artens utbredningsområde är Western Australia. Inga underarter finns listade i Catalogue of Life.